# Mallakastër (huyện)
Mallakastër là một quận thuộc hạt Fier, Albania. Quận này có diện tích 325 km² và dân số năm 2002 là 39881 người, mật độ 123 người/km².